# La notte dei cadaveri
La notte dei cadaveri (Dead of Night) è un romanzo thriller storico di Simon Scarrow, tradotto in italiano nell'aprile 2023 per la casa editrice Newton Compton.
È il secondo romanzo della serie Criminal Inspector Schenke con protagonista l'ispettore Horst Schenke.

## Trama

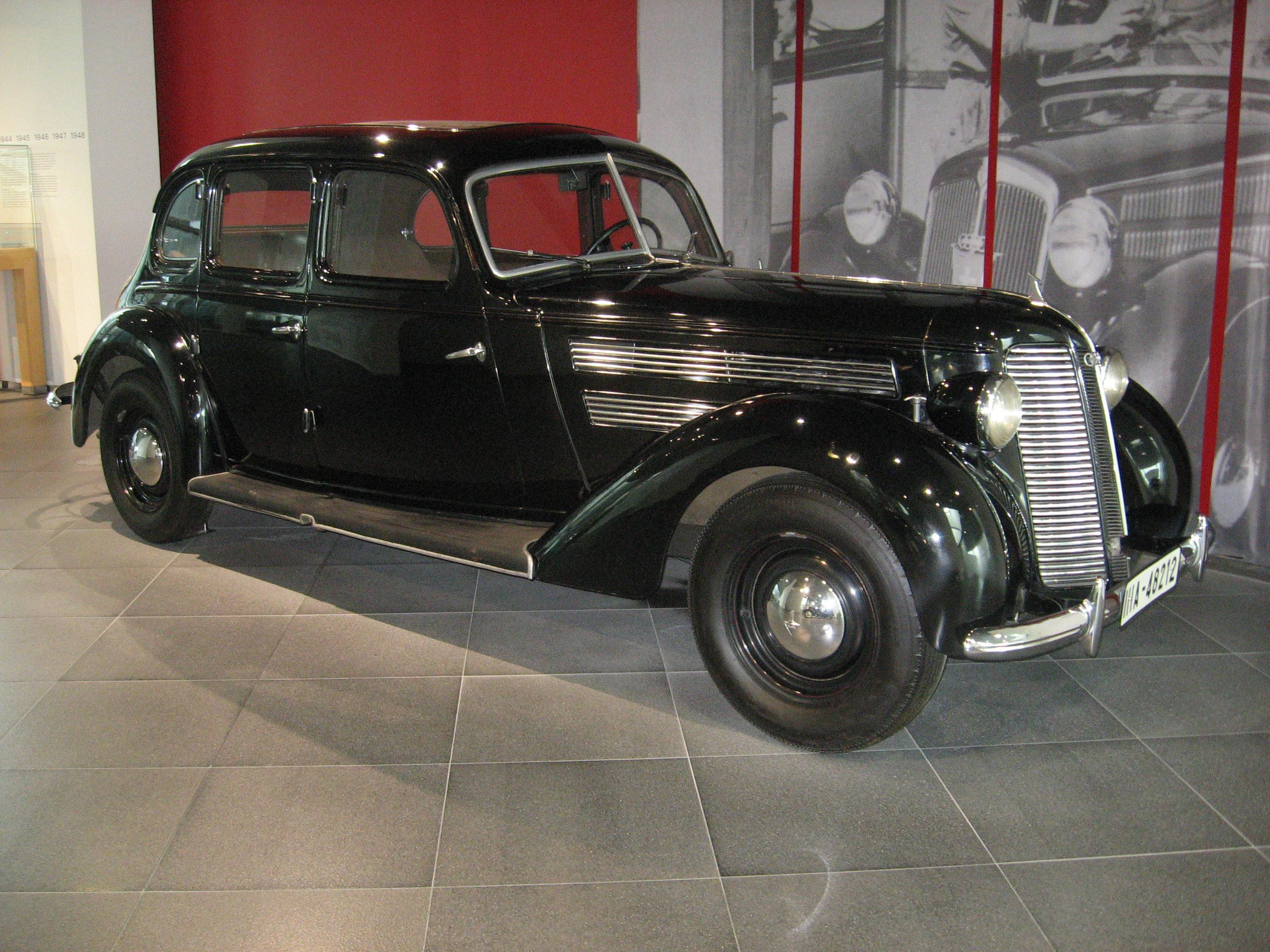
L'Audi 920 è la vettura di servizio con cui Schenke ha un incidente di ritorno dalla clinica Schiller

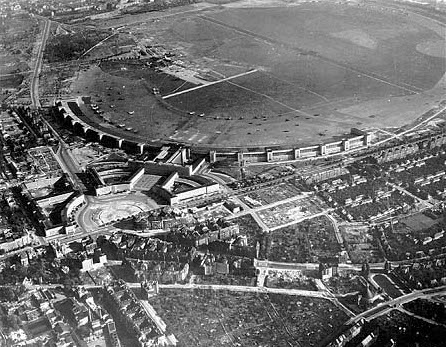
L'ispettore Schenke dopo essere stato rapito viene rilasciato nei pressi dell'aeroporto Tempelhof

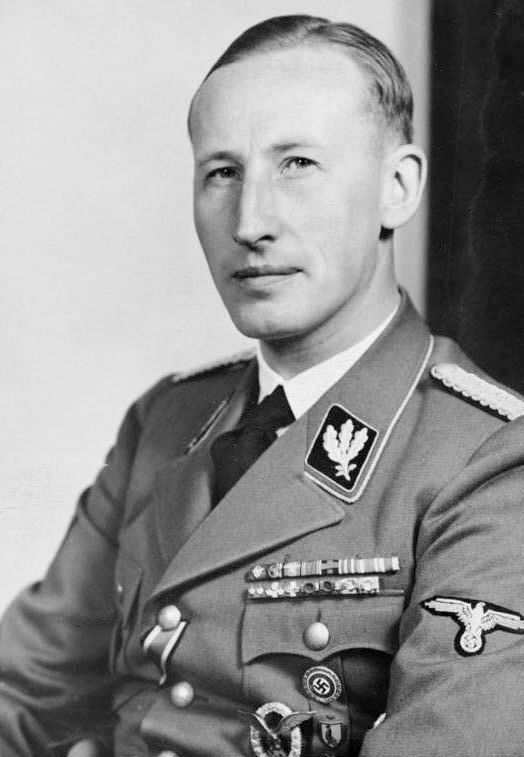
Reinhard Heydrich, direttore dell'ufficio centrale per la sicurezza del Reich. Si incontra con Schenke presso l'hotel Adlon.

28 gennaio 1940. Dopo una serata passata con amici ad un concerto il dottor Manfred Schmesler viene ritrovato morto nel suo studio dove aveva continuato a lavorare fino a notte fonda. Schenke incontra Ruth che gli chiede di interessarsi al caso che frattanto è stato chiuso attribuendo la morte del dottore ad un caso di suicidio. Ruth che è amica di vecchia data della moglie del dottore è convinta che si tratti di omicidio. Schenke decide di indagare e si reca con la sua squadra presso la villa del defunto dottor Schmesler e riscontra alcuni particolari che lo inducono a ritenere l'evento un omicidio. Si reca quindi dal suo superiore l'oberst Kleist che però liquida in maniera troppo affrettata le sue intuizioni come irrilevanti. Alle sue insistenze Kleist afferma che dall'alto vogliono che il caso rimanga chiuso e che si tratti di suicidio.

Schenke comunica alla sua squadra che non si proseguirà con le indagini. Fa lo stesso con Ruth ma questa lo convince a proseguire in via non ufficiale.
Quindi Schenke si vede con la fidanzata Karin che insiste per farlo incontrare con un giornalista, tale William Shirer, stabilito l'appuntamento questi chiede a Schenke di interessarsi ad un caso sospetto di morti di bambini. Schenke accetta e fissa un secondo appuntamento per incontrare la madre di una delle vittime.
Nel frattempo l'ispettore porta avanti la sua indagine principale per la ricerca dei falsari che stampano false tessere annonarie. Si reca presso il laboratorio dove si stanno analizzando i colori delle tessere false e scopre che oltre ad essere stato sostituito il tecnico di laboratorio, il dottor Albert Widmann, erano anche ferme le analisi. Uscito dal laboratorio viene aggredito da uomini che lo incappucciano e portano in una località segreta. Qui lo interrogano, sempre senza togliergli il cappuccio, sul perché stesse indagando sulla morte del dottor Schmesler. Schenke rivela i suoi dubbi sul suicidio ma non coinvolge Ruth, viene quindi minacciato di non indagare più e viene lasciato libero nei pressi dell'aeroporto di Tempelhof. Confidatosi con Karin sull'accaduto rifiuta l'aiuto che lei vuole dargli informando lo zio Canaris, il comandante dei servizi segreti.
Schenke di buon mattino si reca in ufficio e prima di recarsi all'appuntamento con Karin riceve una telefonata da parte di Reinhard Heydrich, il direttore dell'ufficio centrale per la sicurezza del Reich, che lo invita a non interessarsi più al caso del dottore morto suicida. Schenke rimane scosso dalla telefonata collegando l'aggressione della notte precedente, ma non gli quadra del perché Heydrich abbia sentito la necessità di ribadire la minaccia. Si reca quindi all'appuntamento presso l'hotel Dorfman con Karin e la signora Johanna Scholtz, che chiede all'ispettore di interessarsi ai decessi di bambini avvenuti presso la clinica Schiller a Potsdam. Schenke rimane molto turbato dai fatti che gli vengono narrati e incrociando la versione di un'altra madre con gli articoli di giornale scopre che negli ultimi mesi sono morti una decina di bambini.

Decide quindi, accompagnato dal sergente Hauser, di recarsi presso lo studio del dottor Lenger che a dire della signora Scholtz aveva indirizzato la figlia presso la clinica dove era poi deceduta. Il dottore conferma che riceveva pressioni per indirizzare i bambini presso la clinica ma nega che vi possano essere altre cause oltre quelle dei problemi di salute per il decesso della bambina. Schenke quindi si reca presso la clinica Shiller, nella periferia di Potsdam, accompagnato dal sergente Hauser e da Liebwitz, per parlare con il direttore il dottor Wilhelm Pieper. Giunto alla clinica il personale è poco collaborativo e mantiene comportamenti sospetti. Nel colloquio con il dottor Pieper non escono particolari rilevanti e durante il viaggio di rientro, prima di giungere a Potsdam l'auto ha un incidente da cui escono illesi salvo il sergente Hauser che riporta alcune ferite. Riescono a giungere a piedi presso una locanda dove incontrano il giovane portiere della clinica che sotto l'effetto dell'alcol confessa che nell'istituto i bambini vengono maltrattati e trasferiti in altre sedi da cui non fanno ritorno. Ma nel contempo afferma che una sola è la morte avvenuta negli ultimi mesi.
Schenke decide di lasciare Hauser nella locanda, chiedendogli di contattare la polizia di Potsdam e raggiungerli alla clinica dove lui e Liebwitz si recano nottetempo. I due riescono ad entrare nella clinica ed a giungere fino nello studio del direttore, dove cominciano a esaminare i documenti e come unici nuovi riferimenti trova il nome di Widmann e Schmesler. Mentre sono ancora nello studio vengono sorpresi dal portiere Huber che li imprigiona nei sotterranei e li tiene al freddo fino alla mattina seguente quando giunge anche il direttore. Dopo uno scambio di accuse reciproche il direttore decide di eliminare i due scomodi intrusi ma nella colluttazione che ne segue Schenke e Liebwitz riescono ad aver la meglio anche grazie al sopraggiunger del sergente Hauser con gli agenti della sezione di Potsdam guidati dall'hauptmann Boeliche.
Huber e Pieper vengono arrestati e trattenuti presso la caserma di Potsdam in attesa che Schenke, una volta tornato in ufficio, produca la richiesta di trasferimento. La mattina dopo però Schenke scopre che nonostante avesse inoltrato la richiesta di trasferimento i due arrestati sono stati rilasciati dietro ordine di Heydrich. 
Schenke decide quindi di recarsi nuovamente presso la casa degli Schmesler per tentare di capire il motivo del coinvolgimento del dottore. Entra nella villa dal retro evitando la pattuglia che staziona all'ingresso principale e scopre che ospite di Brigitte vi è anche Ruth e colloquiando con entrambe viene a sapere che Widmann non solo collaborava con Schmesler ma si era presentato alla villa il giorno precedente per prelevare dei documenti. Schenke comincia a temere il peggio per Ruth e le chiede di rimanere nascosta.
Rientrato in ufficio Schenke viene prelevato da due agenti delle SS che lo portano al cospetto di Heydrich presso l'hotel Adlon. Heydrich chiede all'ispettore se vi è lui dietro la sparizione di Huber ed il dottor Pieper e gli fa capire che non è lui il mandante del suo rapimento e degli uomini appostati a controllare la residenza degli Schmesler. Prima di lasciarlo andare Heydrich gli chiede di indagare su chi c'è dietro la sparizione dei due e di aggiornarlo immediatamente sull'evolversi degli eventi.

Schenke da un lato confuso per il non coinvolgimento di Heydrich e dall'altro rassicurato dalla sua investitura, decide di recarsi subito nuovamente, assieme ad Hauser e Liebwitz, presso lo studio del dottor Lenger. Sorprendono il dottore mentre è intento a traslocare e quando provano ad arrestarlo questi prova a prendere la pistola da un cassetto ma viene immobilizzato in tempo. Schenke ed i suoi cominciano ad interrogarlo ed il dottore riferisce di essere stato minacciato da un gruppo di uomini incappucciati sul non mandare altri bambini presso la clinica altrimenti lo avrebbero ucciso. Inoltre gli hanno sottratto alcuni documenti. Conferma il coinvolgimento del dottor Schmesler al quale doveva di volta in volta inviare i rapporti suoi pazienti minorenni. Schenke sfogliando le cartelle degli assistiti di Lenger inviati alla clinica trova quella di tale Maria Hilda Kleist, evidentemente figlia dell'ober Kleist. Quindi collegando gli eventi comincia sospettare che Kleist abbia un ruolo nelle vicende in quanto è lui che non voleva si indagasse su Schmesler e non aveva richiesto in tempo il trasferimento di Pieper e Huber.
Portato al sicuro Lenger, Schenke ed i suoi uomini si recano da Kleist che ammette di essere uno dei genitori che cercando vendetta ha cominciato ad eliminare i responsabili delle morti dei bambini. Al termine della confessione Kleist si uccide ed a Schenke non resta che telefonare ad Heydrich per informarlo e cominciare la caccia agli altri genitori.

Shenke riesce a scoprire che la banda si nasconde in alcuni hangar abbandonati dell'aeroporto di Tempelhof, vi si precipita con tutti gli uomini disponibili e dopo aver individuato il covo li trovano intenti ad interrogare Huber e Pieper prima di impiccarli. Shenke e la sua squadra intervengono scatenando una sparatoria nella quale vengono uccisi sia Huber che Pieper oltre a quasi tutti i membri della banda, ne vengono arrestati solo due Breker e Kappler. Shenke ha la conferma che la banda era costituita da genitori di bambini uccisi nella clinica di Pieper e viene a sapere che purtroppo vi sono tante altre cliniche, sparse in tutto il paese, dove si sta attuando questo piano di eutanasia. Al termine dell'azione giunge la Gestapo con alla guida Philipp Bouhler che preleva tutti i cadaveri per eliminare qualsiasi collegamento alle morti dei bambini, e congratulandosi con Schenke gli riferisce che il caso è definitivamente chiuso e rimane solo da mandare un rapporto ad Heydrich.
Prima dell'arrivo della Gestapo Shenke aveva lasciato liberi i due arrestati che però il giorno successivo verranno trovati cadaveri in un fiume, evidentemente suicidatisi.
Schenke si reca a prelevare Ruth dalla casa degli Schmesler per portarla al sicuro, avendo la sicurezza che la Gestapo indagherà su tutti coloro che sono collegati ai genitori dei bambini. Non trovando soluzioni migliori la porta a casa sua e passano la notte assieme. Nel frattempo quasi come se avesse intuito qualcosa Karin telefona a Schenke e gli comunica che si recherà per qualche settimana da parenti in Austria, volendo prendersi una pausa di riflessione visto il calo di interesse da parte di Schenke degli ultimi mesi.

## Personaggi
- Horst Schenke: Ispettore criminale. Comandante della sezione della Kripo del distretto di Pankow.
- Hauser: Sergente del distretto di Pankow, secondo di Schenke.
- Otto Liebwitz: Scharführer della Gestapo, assegnato al distretto di Pankov. 25 anni.
- Frieda Echs: Agente del distretto di Pankow. 45 anni.
- Rosa Mayer: Agente del distretto di Pankow. 35 anni.
- Persinger: Agente del distretto di Pankow, collaboratore di Schenke.
- Hofer: Agente del distretto di Pankow, collaboratore di Schenke.
- Baumer: Agente del distretto di Pankow, collaboratore di Schenke.
- Schmidt: Agente della polizia ferroviaria.
- Kittel: Sergente della stazione di Heinesdorf.
- Karin Canaris: Fidanzata di Horst Schenke.
- Ruth Frankel: Amica di Schenke, ebrea.
- Arthur Nebe: Oberführer comandante della Kriminalpolizei.
- Kleist: Oberst comandante della Orpo del distretto di Pankov.
- Sperlemann: Hauptmann della Orpo, la polizia ordinaria, responsabile del distretto dove è deceduto il dottor Schmesler.
- Heinrich "Gestapo" Müller: Oberführer delle SS comandante della Gestapo. Capo del 4° Dipartimento ufficio centrale sicurezza del Reich. 40 anni.
- Wilhelm Canaris: Ammiraglio, comandante dell'Abwehr. Zio di Karin.
- Reinhard Heydrich: Gruppenführer, direttore dell'ufficio centrale per la sicurezza del Fuhrer.
- Philipp Bouhler: Obergruppenfuhrer, capo della cancelleria del Fuhrer.
- Heinrich Himmler: Reichsfuhrer delle SS.
- Albert Widmann: Dottore dei laboratori di Werdescher.
- Hilfrich: Tecnico di laboratorio, sostituto di Widmann. 25 anni.

- Manfred Schmesler: Dottore delle SS, deceduto in un suicidio sospetto.
- Brigitte: Moglie del dottor Schmesler.
- Ilse Neuman: Madre di Brigitte.
- Hans Eberman: Avvocato, amico del dottor Schmesler.
- Eva: Moglie dell'avvocato Eberman.
- William Shirer: Giornalista, amico di Karin.
- Klaus Zebrinski: Ingegnere presso l'aeroporto di Tempelhof.
- Johanna Scholtz: Infermiera volontaria. Ha perso la figlia in circostanze sospette. 35 anni.
- Greta Scholtz: Figlia defunta di Johanna Scholtz.
- Lenger: Dottore, che ha avuto in cura la piccola Greta Scholtz.
- Gerstein: Segretaria del dottor Lenger.
- Wilke Paul: Portiere della clinica Shiller a Potsdam.
- Werner Huber: Portiere della clinica Shiller a Potsdam. Ex soldato della prima guerra mondiale.
- Wilhelm Pieper: Direttore della clinica Shiller a Potsdam. 55 anni.
- Ritter: Segretaria del dottor Pieper.
- Boeliche: Hauptmann del distretto di polizia di Potsdam. 50 anni.
- Kuhle: Ingegnere municipale e capo-isolato.
- Kuntz: Agente della Gestapo.
- Gottfried Scholtz: Marito di Johanna e padre della defunta Greta.
- Dieter Oehler: Padre di uno dei bambini assassinati.
- Gruber: Padre di uno dei bambini assassinati.
- Breker: Padre di uno dei bambini assassinati.
- Kappler: Padre di uno dei bambini assassinati.

## Edizioni
- Simon Scarrow, La notte dei cadaveri, traduzione di Lorena Marrocco, collana Nuova Narrativa Newton, Newton Compton, 18 aprile 2023,  p. 320, ISBN 978-88-227-7122-3.